# Нова Войська
Нова Войська (пол. Nowa Wojska) — село в Польщі, у гміні Рава-Мазовецька Равського повіту Лодзинського воєводства.
Населення — 193 особи (2011).
У 1975-1998 роках село належало до Скерневицького воєводства.

## Демографія
Демографічна структура станом на 31 березня 2011 року:
|          | Загалом | Допрацездатний вік | Працездатний вік | Постпрацездатний вік |
| -------- | ------- | ------------------ | ---------------- | -------------------- |
| Чоловіки | 89      | 18                 | 56               | 15                   |
| Жінки    | 104     | 25                 | 53               | 26                   |
| Разом    | 193     | 43                 | 109              | 41                   |